# Goudkopleeuwaapje
Het goudkopleeuwaapje (Leontopithecus chrysomelas) is een zoogdier uit de familie van de klauwaapjes (Callitrichidae). De wetenschappelijke naam van de soort werd voor het eerst geldig gepubliceerd door Heinrich Kuhl in 1820.

## Kenmerken
Het goudkopleeuwaapje is ongeveer 20 tot 30 cm lang met een staart van 33 tot 39 cm en weegt 0,5 tot 1 kg. Ze leven in Noordoost-Brazilië. Ze zijn zeldzaam en bedreigd. Ze hebben een glanzende goudgele kop en enkele goudgele delen.

## Leefwijze
Ze eten vooral fruit, insecten, hagedissen, eieren en kleine vogels. De Antwerpse Zoo beheert en coördineert wereldwijd het stamboek van deze diersoort om de instandhouding te kunnen verzekeren.